# Ян Во
Ян Во (кит.: 楊渥; піньїнь: Yáng Wò), храмове ім'я Лєцзу (кит.: 烈祖; піньїнь: Lìezǔ; 886 — 9 червня 908) — другий правитель держави У періоду п'яти династій і десяти держав.

## Життєпис
Був сином і спадкоємцем Ян Сінмі.
За володарювання свого батька керував його особистою гвардією, хоч і не мав серед підлеглих особливої поваги. 904 року отримав пост префекта Сюані. Після смерті батька 905 року Ян Во став правителем У (формально, до травня 907 року він мав титул князя Хуайнані).
Після сходження на престол Ян Во почав проводити політику розширення своїх володінь. 906 року він захопив Уань (сучасна Чанша, Хунань). Після цього імператорським військам удалось захопити Чженьнань зі столицею в сучасному Наньчані.
Такі швидкі перемоги негативно вплинули на імператора — він став пихатим і зверхнім, проводив час, віддаючись пияцтву й розвагам. Це, а також, страти наближених імператора без вагомих причин, налаштували проти нього окремих впливових чиновників. Навесні 907 року вони здійснили напад на маєток одного з наближених імператора, вбивши багатьох його прибічників. Формально, на той момент вони не виступали проти імператора особисто, втім фактично взяли керівництво державою під свій контроль.
Пізніше того ж року в результаті кількох повстань і військових дій, виходу з-під влади Пізньої Лян і проголошення незалежності Ранньої Шу, держава У теж формально стала незалежною.
Тим часом Ян Во намагався відновити повноту своєї влади, втім продовжував втрачати позиції. В червні 908 року імператор був убитий у власній спальні. Трон по його смерті зайняв Ян Лунянь — його молодший брат.